# Фуджи (сорт яблони)
Сорт яблок Фу́джи (яп. ふじ リンゴ, Фудзи ринго) впервые получен на японской исследовательской станции Тохоку (посёлок Фудзисаки, уезд Минамицугару префектуры Аомори) в конце 1930-х годов и выведенный на рынок в 1962 году. Он был получен скрещиванием двух американских сортов яблок — Ред Делишес и виргинского Рале Жанет (иногда называемого также «Rawls Jennet»). Согласно Яблочной Ассоциации США, Фуджи представляет собой один из пятнадцати наиболее популярных сортов яблони в Соединённых Штатах. Его название происходит от первой части посёлка, на исследовательской станции которого она была получена.

## Обзор
Яблоки Фуджи обычно круглые и варьируют по размерам от больших до очень больших, в среднем 75 мм в диаметре. Они содержат от 9 до 11 % сахара по весу и имеют плотную мякоть, которая на вкус более сладкая и хрустящая по сравнению со многими другими сортами яблок, что делает их популярными среди потребителей во всём мире. Яблоки Фуджи также имеют очень длительный срок хранения по сравнению с другими яблоками, причём даже без охлаждения. При охлаждении яблоки сорта Фуджи могут оставаться свежими до одного года.
В Японии яблоки Фуджи продолжают оставаться непревзойдённым хитом продаж. Японские потребители предпочитают яблоки Фуджи за хрустящую текстуру и сладость (что несколько напоминает им о любимой «китайской груше»), почти игнорируя яблоки других сортов. Особенностью японского рынка яблок остаётся предельно низкий уровень импорта. Префектура Аомори, малая родина сорта Фуджи, выступает в качестве наиболее известного района выращивания яблони в Японии. Из примерно 900 000 тонн японских яблок, производимых ежегодно, на долю Аомори выпадает 500 000 тонн.
За пределами Японии популярность яблок Фуджи продолжает расти. В сезоне 2016/2017 годов на яблоки Фуджи приходилось почти 70 % выращиваемых в Китае 43 млн тонн. Начиная со времени их появления на рынке США в 1980-х годах, яблоки Фуджи завоевали популярность у американских потребителей — в 2016 году яблоки Фуджи заняли 3-е место в списке самых предпочитаемых яблочных сортов (данные Яблочной Ассоциации США), уступая по количеству потребления только плодам сортов Ред Делишес и Гала. Яблоки Фуджи выращиваются в традиционных «яблочных» штатах, таких как Вашингтон, Мичиган, Нью-Йорк и Калифорния. Штат Вашингтон, где выращивается свыше половины урожая яблок Америки, ежегодно поставляет на рынок около 135 000 тонн яблок Фуджи.

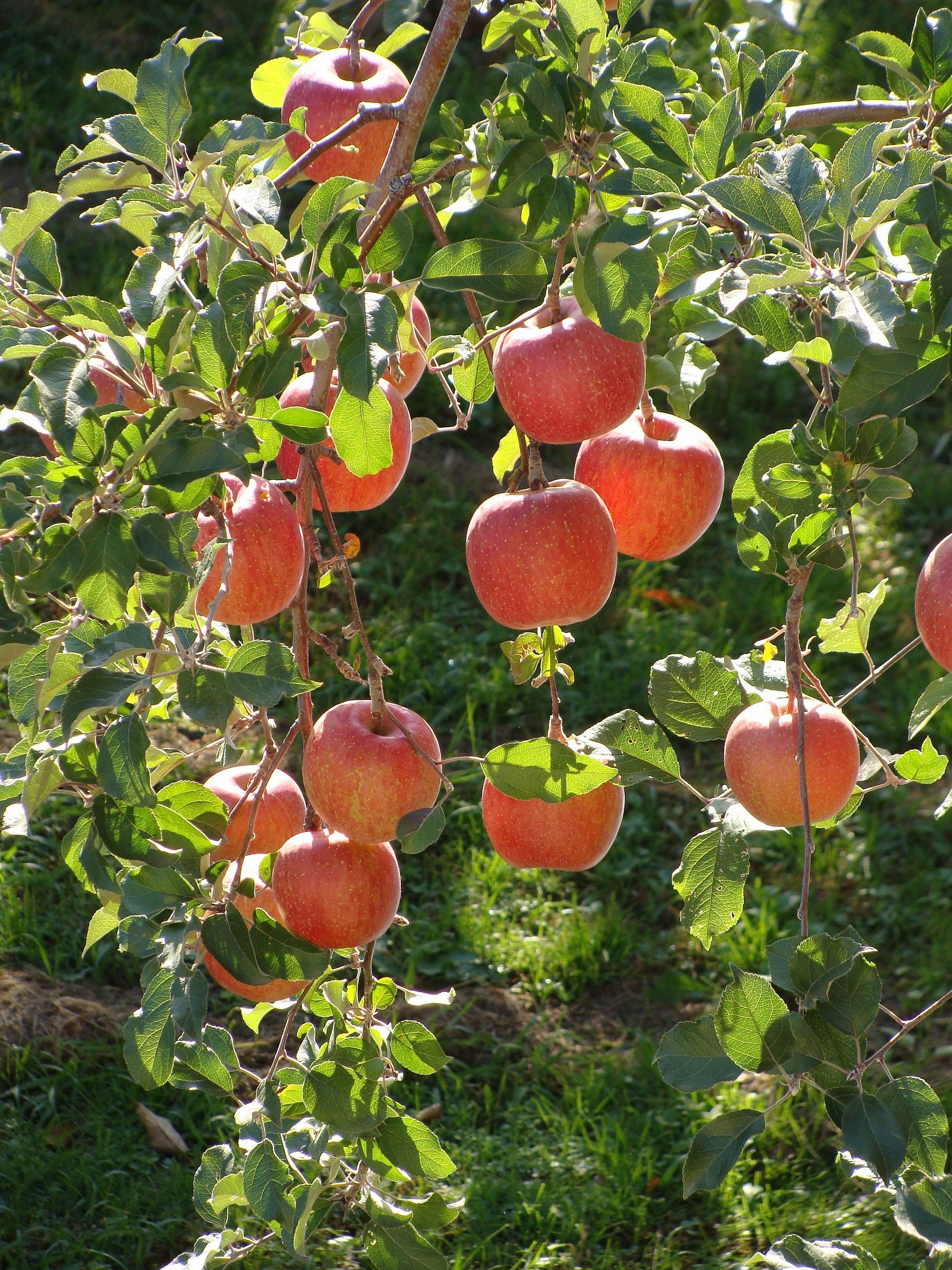
Яблоня Фуджи

## Мутантные сорта
Многие мутантные виды яблок Фуджи (мутантные сорта) были признаны и размножены в США. В дополнение к тем, которые остались незапатентованными, к августу 2008 года двадцать получили американские патенты.
Незапатентованные мутантные сорта Фуджи включают:
- BC 2
- Фуджи десертный розовый
- Нагафу 2
- Нагафу 6
- Нагафу 12
- Redsport Type 1
- Redsport Type 2